# 七年之痒 (电影)
《七年之痒》（英語：The Seven Year Itch，臺灣公映時譯「七年一覺飄香夢」）是1955年美国浪漫喜劇片，根据George Axelrod編寫的戏剧改编而成。主角是玛丽莲·梦露和汤姆·尤厄尔，由比利·怀尔德所導演。
影片贏得許多影評稱讚，也是1955年票房最高的电影。片中一个影象成为20世紀最著名的一个圖像，就是玛丽莲·梦露站立在紐約地鐵通風口上，當一列地鐵列車在通風口下通過時，氣流把她的連衫裙吹到她的腰之上。

## 劇情

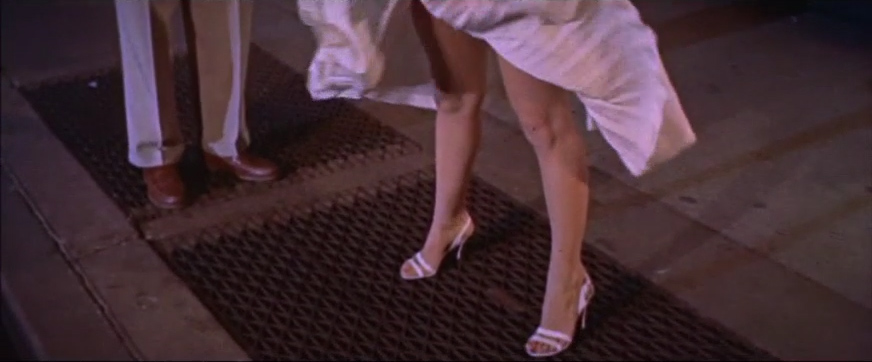
瑪麗蓮·夢露在電影中的經典鏡頭

汤姆·尤厄尔送他的妻子和兒子到緬因州避暑後，他遇見一個22歲白膚金髮的電視模特兒，在他家樓上租了公寓，他邀請女孩下樓喝飲料。儘管最近他幻想有外遇（他讀他公司出版關於「七年之痒」一書——指一大比例的已婚男人在七年的婚姻後有婚外情）。他在美女邻居的誘惑中和他幻想他的妻子來捉姦之間受盡折磨和考验。

## 演员
- 汤姆·尤厄尔（英语：Tom Ewell） - Richard Sherman，图书出版公司的经理
- 玛丽莲·梦露 - 電視模特兒
- Evelyn Keyes（英语：Evelyn Keyes） - Helen Sherman，Richard的妻子
- Sonny Tufts（英语：Sonny Tufts） - Tom MacKenzie，Richard的朋友
- Robert Strauss（英语：Robert Strauss (actor)） - Kruhulik
- Oscar Homolka（英语：Oscar Homolka） - Brubaker医生
- Marguerite Chapman（英语：Marguerite Chapman） - Morris小姐
- Donald MacBride（英语：Donald MacBride） - Brady先生
- Victor Moore（英语：Victor Moore） - 管子工
- Carolyn Jones（英语：Carolyn Jones） - Finch小姐，Richard的秘书
- Doro Merande（英语：Doro Merande） - 餐厅服务员

## 荣誉
- Tom Ewell获得金球奖最佳男主角（喜劇與音樂劇類）
- 2000年被美国电影学会列入百大喜剧片的51位: AFI's 100 Years... 100 Laughs #51